# 于貝席湖
46°44′1″N 7°33′55″E / 46.73361°N 7.56528°E

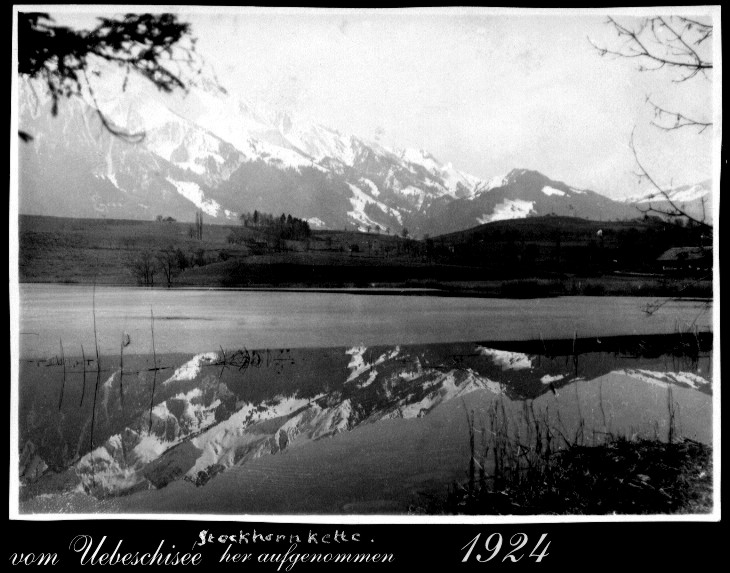

于貝席湖（Uebeschisee），是瑞士的湖泊，位於該國西部，由伯恩州負責管轄，處於于貝席，長0.4公里、寬0.4公里，面積0.1平方公里，海拔高度641米，最大水深15米。